# Great Lumley
Great Lumley è un villaggio dell'Inghilterra, appartenente alla contea del Durham.